# Apteropeoedes tridens
Apteropeoedes tridens är en insektsart som beskrevs av Marius Descamps 1973. Apteropeoedes tridens ingår i släktet Apteropeoedes och familjen Euschmidtiidae. Inga underarter finns listade i Catalogue of Life.